# Salamatof
Salamatof é uma Região censo-designada localizada no estado americano de Alasca, no Distrito de Kenai Peninsula.

## Demografia
Segundo o censo americano de 2000, a sua população era de 954 habitantes.

## Geografia
De acordo com o United States Census Bureau, a localidade tem uma área de 21,4 km², dos quais 21,0 km² cobertos por terra e 0,4 km² cobertos por água.

## Localidades na vizinhança
O diagrama seguinte representa as localidades num raio de 32 km ao redor de Salamatof.